# Carl Thies

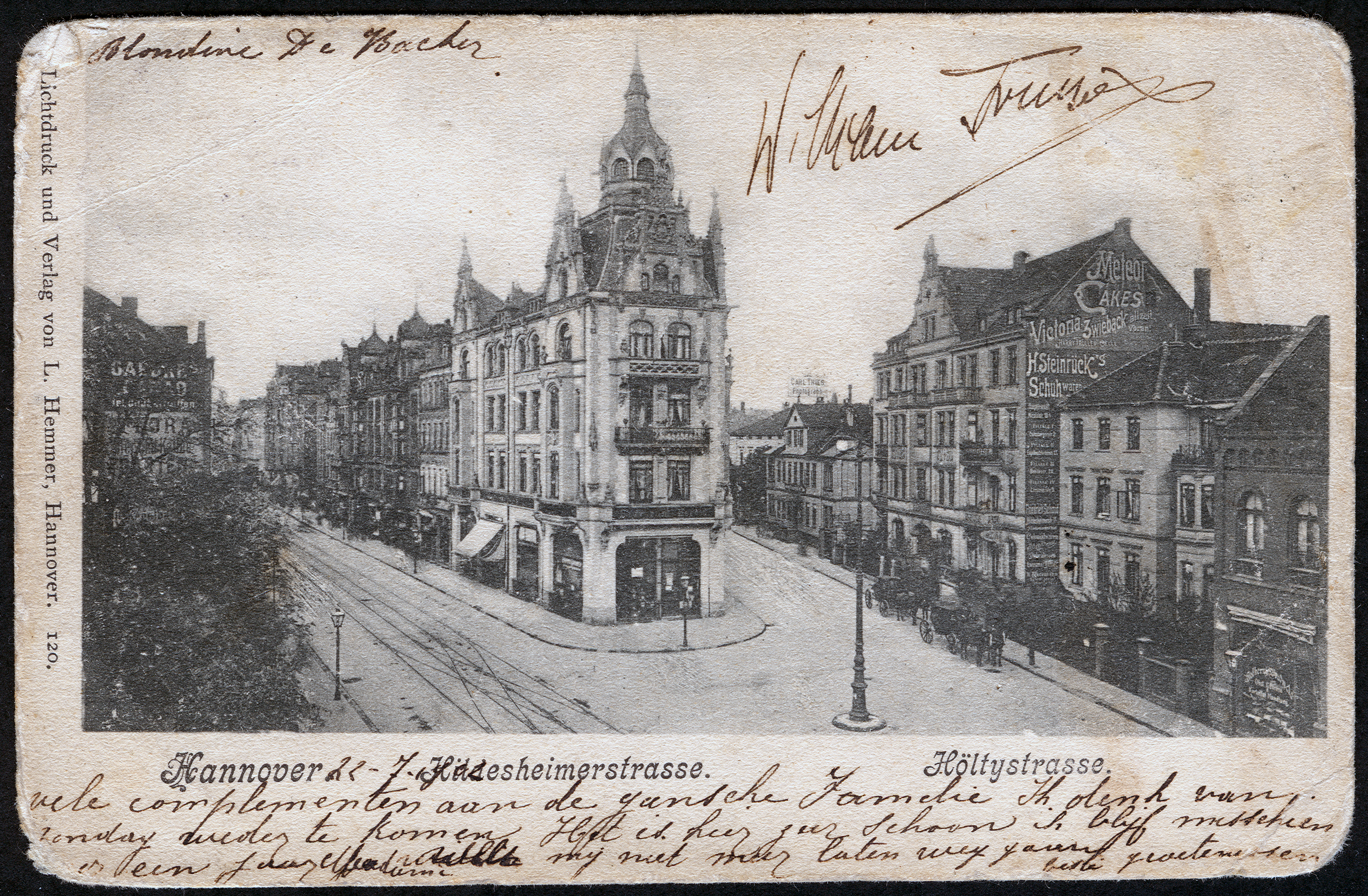
Das Atelier von Thies in der Höltystraße, gesehen von der Hildesheimer Straße;
Ansichtskarte von Ludwig Hemmer, um 1900

Carl Thies (auch: Karl Thies; † 1930) war ein deutscher Fotograf im 19. und 20. Jahrhundert in Hannover.

## Leben

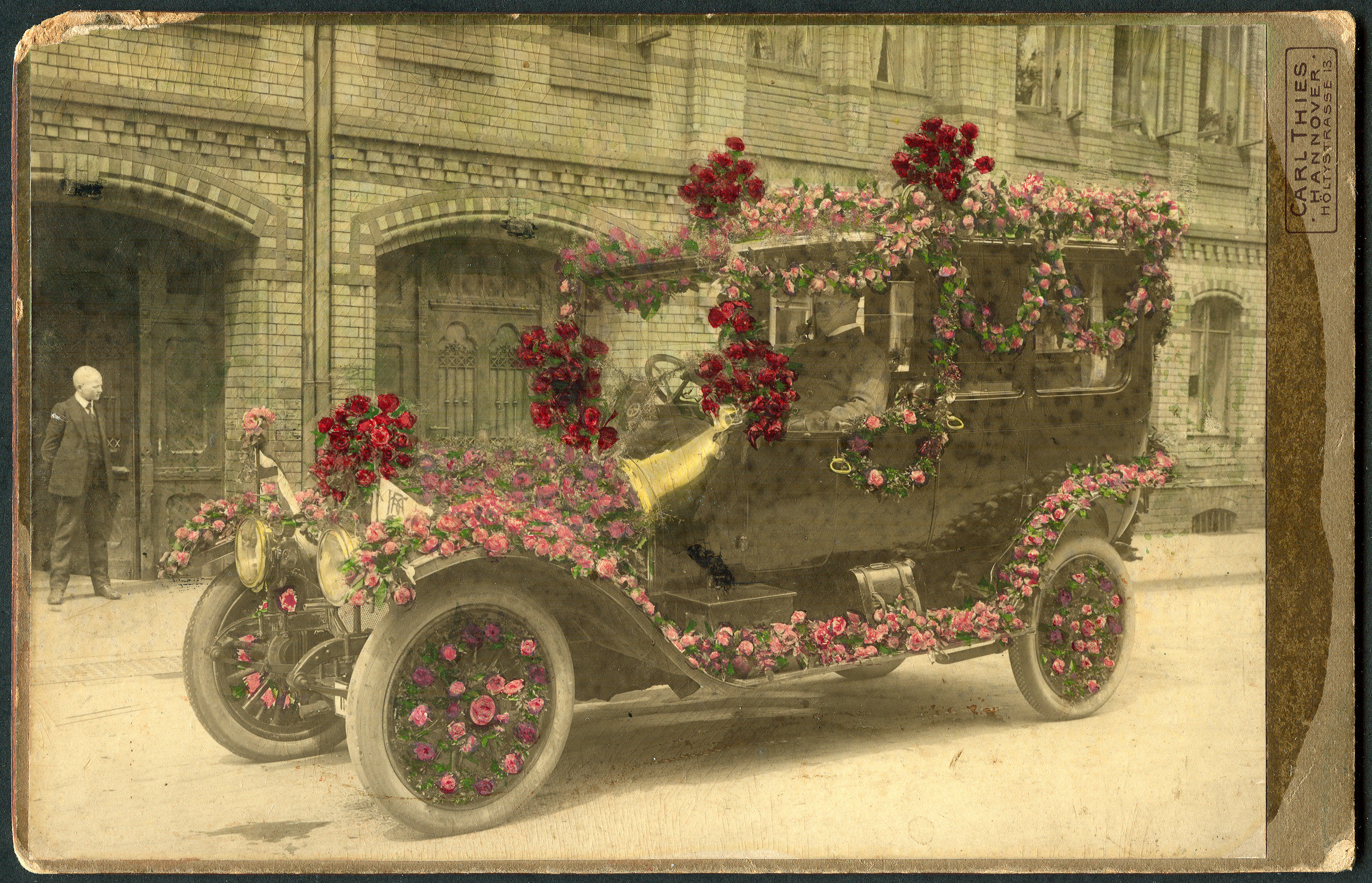
Handkoloriertes und lackiertes Foto im Kabinettformat eines blumengeschmückten Kraftfahrzeuges des Hannoverschen Automobil-Clubs zum 20. Juni 1913 – dem Tag der Einweihung des Neuen Rathauses in Anwesenheit von Kaiser Wilhelm II.

Bereits um 1875 bis 1878 bestand ein Fotostudio der Herren Thies & Nordahl in Hannover, deren Arbeiten auf der Gewerbeausstellung 1878 in der Ausstellungs-Zeitung gewürdigt wurden. 1880 begründete Carl Thies seine Firma als alleiniger Inhaber.
Der Fotograf und Papierwarenhändler Leonhard Wachenfeld (* 25. September 1868 in Kassel; † 24. November 1941 in Hofgeismar) arbeitete von 1888 bis 1911 im Atelier von Carl Thies.
1893 bis 1897 ging der Kameramann Friedrich Paulmann (* 8. November 1878; † 10. März 1958 in Berlin) zu Carl Thies in die Fotografenlehre.
Posthum verzeichnete das Adressbuch der Stadt Hannover von 1932 für das von der Hildesheimer Straße gesehen rechte Eckgebäude zur Wilhelmstraße, das Haus Höltystraße 15, zwei Frauen als Eigentümerinnen; die Gewerbelehrerin E. Thies und die Musiklehrerin K. Thies, während im Erdgeschoss noch weiterhin das Photographische Atelier Carl Thies firmierte – ohne einen neuen Inhaber zu nennen.

## Ateliers

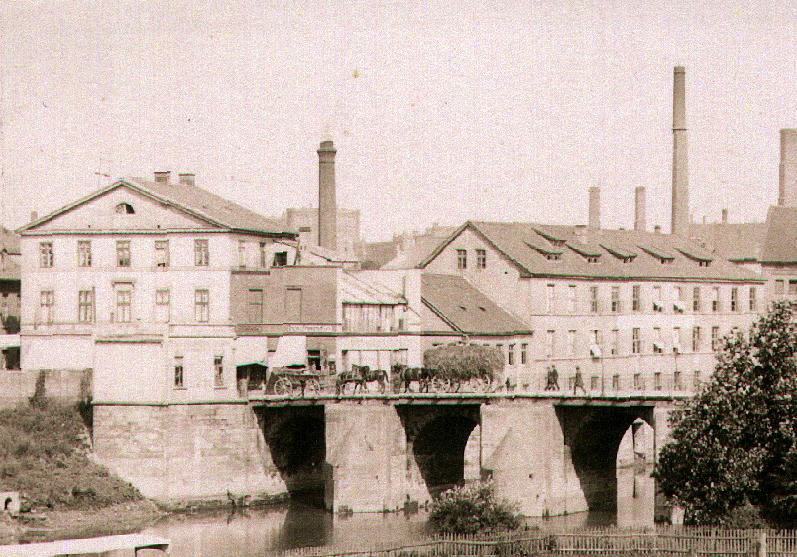
Blick auf das von Georg Ludwig Friedrich Laves als erste eigene Villa am Schwarzen Bären in Linden errichtete Gebäude, später die Lederfabrik August Söhlmann, noch später „Photographisches Atelier“ verschiedener Fotografen;
noch unidentifizierter Fotograf, vor 1890

Revers einer Ansichtskarte vom Henriettenstift: „Verlag: Carl Thies Nflg., Hannover, Höltystr. 15“

Von Carl Thies sind zwei Ateliers bekannt:
- Das Atelier in der Deisterstraße 1, an der Ihmebrücke in Linden.[8] Es war damit dem Wohnhaus von Georg Ludwig Friedrich Laves in Linden benachbart, der zuvor das Grundstück an der Deisterstraße 2 (heute: Schwarzer Bär 2, Standort des Capitol) 1819 dem Fabrikanten Johann Egestorff abgekauft hatte.[9] Um 1900 hatte in dem Laves-Bau, der bereits 1913 abgerissen war, der Fotograf Otto Kamm sein Atelier.[10]
- Ein weiteres Atelier hatte Thies in der „Höltystrasse 13, nahe dem Ägidienthorplatz.“[8] Fotos des Atelierhauses mit der Vor- und Rückseite des Gebäudes stehen im Eigentum des Historischen Museums Hannover.[11] Inhaber dieses Ateliers, nun aber Höltystraße 15, war um 1925 Wilhelm Lange.[12]

## Bekannte Werke
- Von Thies & Nordahl ist das Bild Feldgottesdienst zum Gebet für den Kaiser am 22. Juni 1878 auf dem Waterlooplatz erhalten.[13]
- In der Archivdatenbank der Bibliothek für Bildungsgeschichtliche Forschung findet sich im Nachlass Hans Ahrbeck ein Foto des Erziehungswissenschaftlers.[14]
- Uniformen der Königlich Hannoverschen Armee im Jahre 1866 ist eine großformatige Fotomontage betitelt, die 1887 im Atelier C. Thies mit einem von F. Struckmeyer gezeichneten Hintergrund gefertigt wurde.[15]
- Um 1900 sind großformatige Landschafts- und Architekturfotos bekannt, etwa vom Stephansstift in Hannover-Kleefeld.[16]